# Copa da Inglaterra de 2024–25
A Copa da Inglaterra de 2024-25 (por questões de patrocínio Emirates Copa da Inglaterra de 2024-25), (em inglês 2024-25 Emirates FA Cup), foi a 144ª edição da Copa da Inglaterra, organizada pela Federação Inglesa de Futebol (Football Association), é o torneio de futebol mais antigo do mundo. A competição de qualificação começou em 3 de agosto de 2024, com o torneio propriamente dito começando em 2 de novembro de 2024.
A final foi disputada no Estádio de Wembley, em Londres, em 17 de maio de 2025. O Crystal Palace venceu o torneio pela primeira vez, derrotando o Manchester City na final. Como vencedor, o Crystal Palace se classificou para a fase de liga da Liga Europa da UEFA de 2025–26, além de ganhar o direito de jogar contra o campeão da Premier League de 2024–25, o Liverpool, na Supercopa da Inglaterra de 2025. 
O Manchester United era o atual campeão, tendo derrotado o rival Manchester City na final de 2024 para ganhar seu 13º título, mas foi eliminado pelo Fulham na quinta rodada.

## Equipes classificadas
A FA Cup é uma competição eliminatória com 124 times participando da primeira rodada propriamente dita, e todos tentando chegar à final no Estádio de Wembley em 17 de maio de 2025. A competição consiste em 92 times do sistema da Football League (20 times da Premier League e os 72 no total da EFL Championship, Football League One e Football League Two) mais os 32 times sobreviventes de 653 times do National League System que começaram a competição nas rodadas de qualificação. O total de 745 inscritos foi um aumento de 13 em relação à temporada anterior, e o maior número desde que 758 inscritos foram aceitos em 2012–13.
Todas as rodadas serão sorteadas aleatoriamente, geralmente na conclusão da rodada anterior (descontando quaisquer últimos jogos de uma rodada sendo disputada), dependendo dos direitos de transmissão televisiva.
| Etapa            | Data                   | Nº de partidas | Clubes restantes | Nº de equipes estreantes | Divisões estreantes                                                     |
| ---------------- | ---------------------- | -------------- | ---------------- | ------------------------ | ----------------------------------------------------------------------- |
| Primeira fase    | 2 de novembro de 2024  | 40             | 124 → 84         | 48                       | - 24 equipes da Football League One - 24 equipes da Football League Two |
| Segunda fase     | 30 de novembro de 2024 | 20             | 84 → 64          | 0                        | Nenhuma                                                                 |
| Terceira fase    | 11 de janeiro de 2025  | 32             | 64 → 32          | 44                       | - 20 equipes da Premier League - 24 equipes da EFL Championship         |
| Quarta fase      | 8 de fevereiro de 2025 | 16             | 32 → 16          | 0                        | Nenhuma                                                                 |
| Quinta fase      | 1 de março de 2025     | 8              | 16 → 8           | 0                        | Nenhuma                                                                 |
| Quartas de final | 29 de março de 2025    | 4              | 8 → 4            | 0                        | Nenhuma                                                                 |
| Semifinais       | 26 de abril de 2025    | 2              | 4 → 2            | 0                        | Nenhuma                                                                 |
| Final            | 17 de maio de 2025     | 1              | 2 → 1            | 0                        | Nenhuma                                                                 |

## Mudanças nas regras
Esta é a primeira edição do torneio a ser disputada sem replays nas rodadas adequadas desde a Copa da Inglaterra de 2020–21 e a primeira edição do torneio a ter a final disputada uma semana antes do final da temporada da Premier League. As mudanças foram feitas como parte de um acordo de seis anos entre a The Football Association e a Premier League devido à pressão no calendário nacional das competições expandidas da UEFA, mas foram criticadas, pois os replays foram citados como uma importante fonte de receita para clubes de ligas inferiores. O acordo fez com que todas as datas das rodadas retornassem aos fins de semana, com edições anteriores tendo algumas datas no meio da semana.
O VAR será usado em todas as partidas a partir da quinta rodada (e nenhuma anterior), enquanto nas temporadas anteriores era usado para todas as partidas realizadas nos campos da Premier League e no Estádio de Wembley.

## Qualificatórias
Times que não são membros da Premier League ou da English Football League competiram nas rodadas de qualificação para garantir uma das 32 vagas disponíveis na primeira rodada. A competição de qualificação de seis rodadas começou com a rodada preliminar extra em 3 de agosto de 2024.

## Primeira fase
Um total de 80 equipes jogaram na primeira rodada: 32 vencedores da quarta rodada de qualificação, 24 da League Two (nível 4) e 24 da League One (nível 3). O time da oitava divisão, Hednesford Town (Northern Premier League Division One West), foi o time com a classificação mais baixa no sorteio, que foi feito em 14 de outubro de 2024 por Stuart McCall e Danny Webber no Valley Parade.
| Premier League | Championship | League One | League Two | Sem liga | Total     |
| -------------- | ------------ | ---------- | ---------- | -------- | --------- |
| 20 / 20        | 24 / 24      | 24 / 24    | 24 / 24    | 32 / 32  | 124 / 124 |

1. 1 2  Os times da Premier League e da Championship entraram na competição na terceira rodada.

## Segunda fase
Os 40 vencedores da primeira rodada jogaram na segunda rodada. Os times da sétima divisão Gainsborough Trinity (Northern Premier League Premier Division), Harborough Town (Southern League Premier Division Central) e Kettering Town (Southern League Premier Division Central) foram os times com a classificação mais baixa no sorteio, que foi feito em 3 de novembro de 2024 por Emile Heskey e Leon Osman.
| Premier League | Championship | League One | League Two | Sem liga | Total    |
| -------------- | ------------ | ---------- | ---------- | -------- | -------- |
| 20 / 20        | 24 / 24      | 18 / 24    | 13 / 24    | 9 / 32   | 84 / 124 |

1. 1 2  Os times da Premier League e do Championship entraram na competição na terceira rodada.

## Terceira fase
Um total de 64 clubes jogaram na terceira rodada: 20 vencedores da segunda rodada, 20 da Premier League (nível 1) e 24doa Championship (nível 2). Os times da Liga Nacional (nível 5) Dagenham & Redbridge e Tamworth foram os times com classificação mais baixa no sorteio, que foi feito em 2 de dezembro de 2024 por Mark Hughes e Dion Dublin em Old Trafford.
| Premier League | Championship | League One | League Two | Sem liga | Total    |
| -------------- | ------------ | ---------- | ---------- | -------- | -------- |
| 20 / 20        | 24 / 24      | 12 / 24    | 6 / 24     | 2 / 32   | 64 / 124 |

## Quarta fase
Os 32 vencedores da terceira rodada jogaram na quarta rodada. O Doncaster Rovers, da League Two, foi o time com a classificação mais baixa no sorteio, que foi feito em 12 de janeiro de 2025 por Martin Keown e Mark Schwarzer no Emirates Stadium.
| Premier League | Championship | League One | League Two | Sem liga | Total    |
| -------------- | ------------ | ---------- | ---------- | -------- | -------- |
| 17 / 20        | 9 / 24       | 5 / 24     | 1 / 24     | 0 / 32   | 32 / 124 |

## Quinta fase
Os 16 vencedores da quarta rodada jogaram na quinta rodada. Os times da Championship Burnley, Cardiff City, Millwall, Plymouth Argyle e Preston North End foram os times com a classificação mais baixa no sorteio, que foi feito em 10 de fevereiro de 2025 por Theo Walcott e Alex Scott.
| Premier League | Championship | League One | League Two | Sem liga | Total    |
| -------------- | ------------ | ---------- | ---------- | -------- | -------- |
| 11 / 20        | 5 / 24       | 0 / 24     | 0 / 24     | 0 / 32   | 16 / 124 |

## Quartas de final
Os oito vencedores da quinta rodada jogaram nas quartas de final. O time da Championship Preston North End foi o time com a classificação mais baixa no sorteio, que foi feito em 2 de março de 2025 por Denis Irwin e Danny Murphy em Old Trafford.
| Premier League | Championship | League One | League Two | Sem liga | Total   |
| -------------- | ------------ | ---------- | ---------- | -------- | ------- |
| 7 / 20         | 1 / 24       | 0 / 24     | 0 / 24     | 0 / 32   | 8 / 124 |

| Partidas            | Partidas               | Partidas      | Partidas          | Partidas                          |
| Data e horário      | Mandante               | Placar        | Visitante         | Local                             |
| ------------------- | ---------------------- | ------------- | ----------------- | --------------------------------- |
| 29 de março de 2025 | Fulham                 | 0x3           | Crystal Palace    | Craven Cottage, Londres           |
| 29 de março de 2025 | Brighton & Hove Albion | 0x0 (3x4 pen) | Nottingham Forest | Falmer Stadium, Brighton and Hove |
| 30 de março de 2025 | Preston North End      | 0x3           | Aston Villa       | Deepdale, Preston                 |
| 30 de março de 2025 | Bournemouth            | 1x2           | Manchester City   | Dean Court, Bournemouth           |

## Semifinais
Os quatro vencedores das quartas de final jogarão nas semifinais. Todos os quatro times restantes estão na Premier League. O sorteio foi feito em 30 de março de 2025 por Joe Hart em Deepdale.
| Premier League | Championship | League One | League Two | Sem liga | Total   |
| -------------- | ------------ | ---------- | ---------- | -------- | ------- |
| 4 / 20         | 0 / 24       | 0 / 24     | 0 / 24     | 0 / 32   | 4 / 124 |

| Partidas            | Partidas          | Partidas | Partidas        | Partidas                    |
| Data e horário      | Mandante          | Placar   | Visitante       | Local                       |
| ------------------- | ----------------- | -------- | --------------- | --------------------------- |
| 26 de abril de 2025 | Crystal Palace    | 3x0      | Aston Villa     | Estádio de Wembley, Londres |
| 27 de abril de 2025 | Nottingham Forest | 0x2      | Manchester City | Estádio de Wembley, Londres |

## Final
| Premier League | Championship | League One | League Two | Sem liga | Total   |
| -------------- | ------------ | ---------- | ---------- | -------- | ------- |
| 2 / 20         | 0 / 24       | 0 / 24     | 0 / 24     | 0 / 32   | 2 / 124 |

| 17 de maio de 2025 | Crystal Palace | 1 – 0     | Manchester City | Estádio de Wembley, Londres                          |
| 16:30 (UTC+1)      | Eze 16'        | Relatório |                 | Público: 84 163 Árbitro: Stuart Attwell (Birmingham) |

## Campeão
| Copa da Inglaterra de 2024–25       |
| ----------------------------------- |
| Crystal Palace Campeão (1.º título) |

## Direito televisivo
Tanto a BBC Sport quanto a ITV Sport transmitem partidas da FA Cup até o final desta temporada.
| Emissora  | Resumo |
| --------- | --- |
| BBC Sport | 18 partidas ao vivo por temporada, com destaques da Supercopa da Inglaterra. A BBC Sport tem segunda e terceira escolhas de partidas na segunda rodada, quarta rodada e quartas de final, bem como primeira e quarta escolhas de partidas na primeira, terceira e quinta rodadas, e primeira escolha das semifinais.           |
| ITV Sport | Pelo menos 20 partidas ao vivo por temporada, além da cobertura ao vivo da Supercopa da Inglaterra. A ITV tem a primeira e a quarta escolha de partidas na segunda rodada, quarta rodada e quartas de final, bem como segunda e terceira escolhas para a primeira, terceira e quinta rodadas e segunda escolha das semifinais. |